# 梯仔嶺下瀑布
梯仔嶺下瀑布位於南投縣竹山鎮加走寮溪左岸支流，梯仔嶺林道11.5K下方，瀑水源於番仔田西北方的溪澗。瀑布標高約670公尺至470公尺，分四層跌落，由上至下落差約為30公尺、50公尺、70公尺、50公尺，總落差約200公尺。由行駛至10.6公里路口轉坪頂路（勝興橋旁），沿投52線山坪頂林道行駛約2.8公里，接左岔小路續行約2.7公里，可由茶園路旁遠眺瀑布，惟路況不佳需多加注意。由於瀑布上游集水區狹小，瀑布具時雨瀑性質，旱季時只能看見裸露的岩壁。

## 解
1. ↑  根據《臺灣通用電子地圖【NLSC】》、《臺灣通用正射影像【NLSC】》對照。